# Jake Pavelka

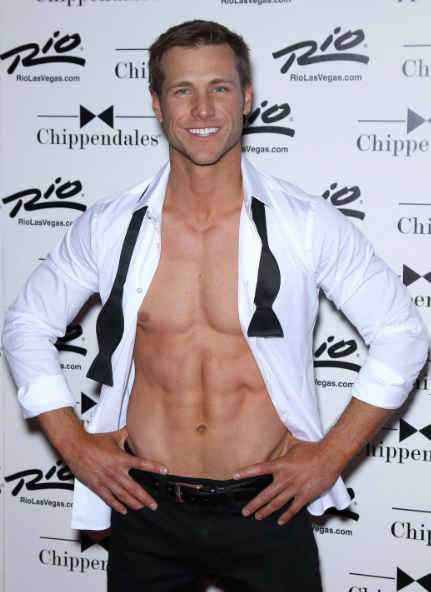
Jake Pavelka (2012)

Jacob Lynn „Jake“ Pavelka (* 27. Januar 1978 in Dallas, Texas) ist ein US-amerikanischer Pilot, der in vier Reality-TV-Formaten auftrat, darunter in The Bachelor.

## Frühes Leben und Karriere
Jacob Lynn Pavelka wurde in Dallas, Texas geboren. Seine Eltern sind Sallie LaNell (geb. Mack) und James Lynn Pavelka, er hat tschechische Vorfahren. Er ist der jüngste von drei Brüdern. Pavelka besuchte die University of North Texas und die Embry-Riddle Aeronautical University in Daytona Beach, Florida. Im Alter von 12 Jahren begann er Flugstunden zu nehmen und wurde mit 23 Jahren Fluglehrer. Er arbeitete als Pilot für Atlantic Southeast Airlines unter dem Namen Jake Landrum. Außerdem wirkte er in mehreren TV-Werbespots und Fernsehsendungen mit, die im Raum Dallas produziert wurden. Pavelka ist ein Cousin des Models und Schauspielers Jessie Pavelka.

## Reality-TV
Pavelka trat als Kandidat in der fünften Saison der ABC-Reality-Show The Bachelorette auf. Er schied dort aus dem Wettbewerb aus, später wirkte er in der 14. Staffel der Serie The Bachelor mit. Die Staffel endete damit, dass Pavelka der Teilnehmerin Vienna Girardi einen Heiratsantrag machte. Das Paar trennte sich im Juni 2010. Danach nahm Pavelka an der zehnten Staffel der amerikanischen Tanzshow Strictly Come Dancing teil. Seine Tanzpartnerin war dort Chelsie Hightower. Im Juli 2011 war Pavelka Kandidat der zweiten Staffel von Bachelor Pad. Er war auch Kandidat der VH1-Reality-Serie „Famous Food“ und trat in einer Episode der The-CW-Reality-Show „H8R“ auf.

## Weitere Auftritte
Im Juni 2010 war Pavelka Gaststar in einer Episode der geplanten fiktiven Dating-Show Drop Dead Diva. Am 14. Januar 2011 hatte Pavelka eine Gastrolle als Pilot in der Seifenoper Reich und Schön. Von Februar bis März 2012 moderierte er die Show der Chippendales in Las Vegas.